# Christian Henel
Christian Henel (* 28. Januar 1988 in Bad Dürkheim) ist ein deutscher Fußballspieler.

## Karriere
Christian Henel begann seine Karriere beim SV 1911 Bad Dürkheim. Er wechselte mit 15 Jahren, im Jahr 2003, zum 1. FC Kaiserslautern. Dort spielte er bis 2006 in den Jugendmannschaften und schließlich in der zweiten Mannschaft, wo er im ersten Jahr 10 Einsätze hatte und zwei Tore erzielte.
Bereits in der Saison darauf gehörte er zum Profi-Kader des FCK. Am 6. Spieltag der Saison 2007/08 kam er in den letzten 10 Minuten des Spiels gegen Freiburg bei einem 0:1-Rückstand als zusätzlicher Stürmer zum Einsatz. Nach nur zwei Einsätzen in der gesamten Spielzeit wurde er allerdings in der folgenden Saison wieder in die zweite Mannschaft zurückgestuft.
Zur Saison 2010/11 wechselte Henel zum Regionalligisten SV Darmstadt 98. Hier wurde er öfters auch auf der Position eines defensiven Mittelfeldspielers eingesetzt. Er musste den Verein nach dem erfolgreichen Aufstieg in die 3. Liga wieder verlassen. Im August 2011 schloss er sich dem Regionalligisten Wormatia Worms an. Im September 2012 kam er als vereinsloser Spieler zum KSV Hessen Kassel. Zur Saison 2014/15 wechselte er zum FK Pirmasens (Regionalliga Südwest). Bereits Anfang Oktober 2014 wurde der Vertrag in beiderseitigem Einvernehmen wieder aufgelöst. Nachdem er für den Rest der Saison bei keinem Verein unter Vertrag stand, war er 2015/16 für den TuS Rüssingen aktiv. Im März 2017 schloss er sich dem Oberligisten TuS Mechtersheim an. In der Saison 2017/18 spielt er beim A-Ligisten TSG Deidesheim.
Im Jahr 2006 bestritt Henel fünf Spiele für die deutsche U-18-Nationalmannschaft.

## Erfolge als Spieler
- 2011: Meister der Regionalliga Süd & Aufstieg in die 3. Liga (mit dem SV Darmstadt 98)
- 2013: Meister der Regionalliga Südwest (mit dem KSV Hessen Kassel)